# Old Skool (EP)
Old Skool es un EP del DJ holandés y productor discográfico Armin van Buuren. Fue lanzado el 4 de agosto de 2016 por Armada Music y Armind. van Buuren dijo sobre el álbum, "Lo que extraño a veces en la música dance es un poco la diversión, la diversión que tuvimos al experimentar y salir de nuestro camino y hacer cosas extrañas. Y eso es lo que quería hacer con Old Skool".

## Lista de canciones
| N.º | Título                                                                 | Escritor(es)        | Duración |  |
| 1.  | «Dominator» (Armin van Buuren vs. Human Resource)                      | Guido Pernet        | 2:29     |  |
| 2.  | «The Ultimate Seduction» (Armin van Buuren vs. The Ultimate Seduction) | Koen Groeneveld     | 2:14     |  |
| 3.  | «Pull Over» (Armin van Buuren vs. Speedy J)                            | Jochem Paap         | 2:25     |  |
| 4.  | «Quadrophonia» (Armin van Buuren vs. Quadrophonia)                     | Olivier Abbeloos    | 3:20     |  |
| 5.  | «88 to Piano» (Armin van Buuren vs. MainX)                             | Rene van den Berghe | 3:00     |  |
| 6.  | «Old Skool» (Vigel remix)                                              | Armin van Buuren    | 2:52     |  |
| 7.  | «Old Skool Ping Pong»                                                  | van Buuren          | 2:48     |  |

| Versión CD (bonus track) |           |          |  |
| N.º                      | Título    | Duración |  |
| 8.                       | «Minimix» |          |  |

| Versión Extendida (descarga digital) |                                                                                       |                |          |  |
| N.º                                  | Título                                                                                | Escritor(es)   | Duración |  |
| 1.                                   | «Dominator» (Armin van Buuren vs. Human Resource) (extended mix)                      | Pernet         | 4:22     |  |
| 2.                                   | «The Ultimate Seduction» (Armin van Buuren vs. The Ultimate Seduction) (extended mix) | Groeneveld     | 3:56     |  |
| 3.                                   | «Pull Over» (Armin van Buuren vs. Speedy J) (extended mix)                            | Paap           | 4:00     |  |
| 4.                                   | «Quadrophonia» (Armin van Buuren vs. Quadrophonia) (extended mix)                     | Abbeloos       | 4:59     |  |
| 5.                                   | «88 to Piano» (Armin van Buuren vs. MainX) (extended mix)                             | van den Berghe | 3:59     |  |
| 6.                                   | «Old Skool» (Vigel remix) (extended mix)                                              | van Buuren     | 4:03     |  |
| 7.                                   | «Old Skool Ping Pong» (extended mix)                                                  | van Buuren     | 5:28     |  |

## Lista de posiciones
| Listas (2016)                | Posición |
| ---------------------------- | -------- |
| Bélgica (Ultratop flamenca)  | 13       |
| Bélgica (Ultratop valona)    | 45       |
| Países Bajos (Album Top 100) | 8        |